# Peter Kuhn (Dirigent)
Peter Kuhn (* 1964 in Karlsruhe) ist ein deutscher Dirigent.

## Leben und Wirken
Peter Kuhn war 1983 und 1985 Preisträger beim Wettbewerb Jugend musiziert und studierte Dirigieren an der Hochschule für Musik, Theater und Medien Hannover bei Hans Herbert Jöris und Lutz Köhler. 1992 schloss er das Studium mit dem Konzertexamen ab.
Von 1987 bis 1994 war er Leiter des Orchesters der Musikschule Hannover und von 1988 bis 1994 Leiter des Chores der Medizinischen Hochschule Hannover. 1990 erhielt er als Finalist beim 3. Berliner Dirigierkursus der Ferenc-Fricsay-Gesellschaft den Förderpreis des Niedersächsischen Kultusministeriums und wurde Korrepetitor und Kapellmeister am Theater Dortmund. Mit seinen Produktionen Miss Donnithorne’s Maggot und Eight Songs for a Mad King von Peter Maxwell Davies wurde er beim Internationalen Wettbewerb für modernes Theater in Taschkent mit dem 1. Preis ausgezeichnet. 1993 bis 2005 war er Leiter des Jungen Philharmonischen Orchesters Niedersachsen; 1995 ging er als 1. Kapellmeister an das Luzerner Theater.
1998 wurde er Generalmusikdirektor der Bielefelder Philharmoniker am Theater Bielefeld. Dort dirigierte er unter anderem Neuproduktionen der Opern Capriccio von Richard Strauss und La clemenza di Tito von Wolfgang Amadeus Mozart.
Peter Kuhn dirigierte unter anderem das Loh-Orchester Sondershausen, die Philharmonie Südwestfalen, das Orchester des Staatstheaters Darmstadt, das Luzerner Sinfonieorchester, die Anhaltischen Philharmonie Dessau, die NDR Radiophilharmonie Hannover, das Philharmonischen Staatsorchester Halle, die Nürnberger Symphoniker, die Dortmunder Philharmoniker und die Düsseldorfer Symphoniker. Gastdirigate hatte er in Seongnam in Südkorea und bei mehreren Orchestern in Polen. An der Orchesterakademie Nordrhein-Westfalen war er als Tutor tätig. 2009 leitete er einen Internationalen Opernkurs zu Die Lustigen Weiber von Windsor bei der Jeunesses Musicales Deutschland in Weikersheim.
In der Spielzeit 2008/2009 dirigierte er als Gast die Bergischen Symphoniker; zur Spielzeit 2009/2010 wurde er zu deren Generalmusikdirektor berufen. Sein Vertrag lief zunächst bis zum Ende der Spielzeit 2016/2017 und wurde dann verlängert. Kuhn blieb bis 2019 im Amt. Neben dem symphonischen Repertoire dirigierte er auch Musiktheater- und konzertante Opernproduktionen wie Béatrice et Bénédict von Hector Berlioz.